# Araucaria hunsteinii
Araucaria hunsteinii är en barrträdart som beskrevs av Karl Moritz Schumann. Araucaria hunsteinii ingår i släktet Araucaria och familjen Araucariaceae. IUCN kategoriserar arten globalt som nära hotad. Inga underarter finns listade i Catalogue of Life.

## Bildgalleri

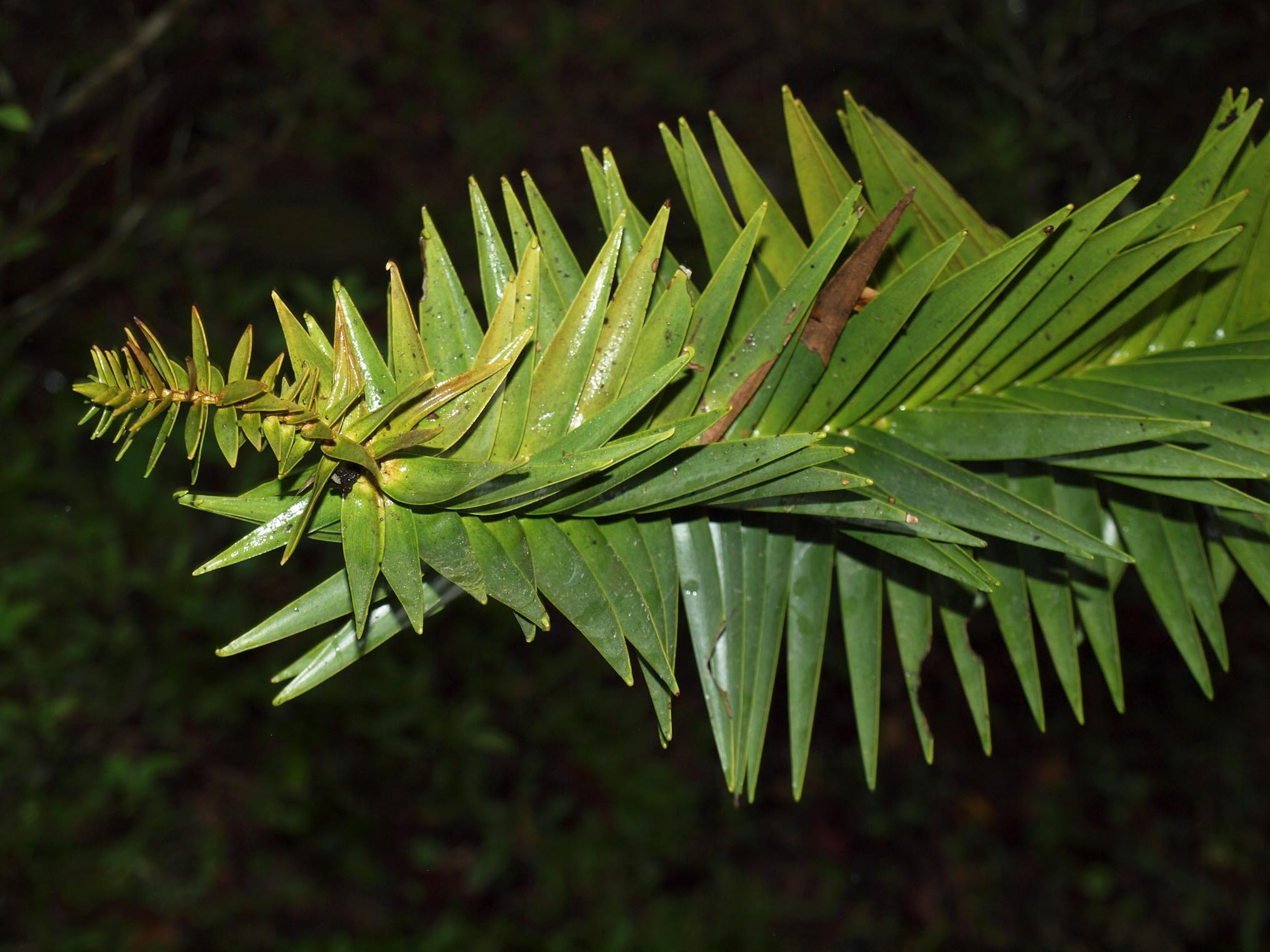
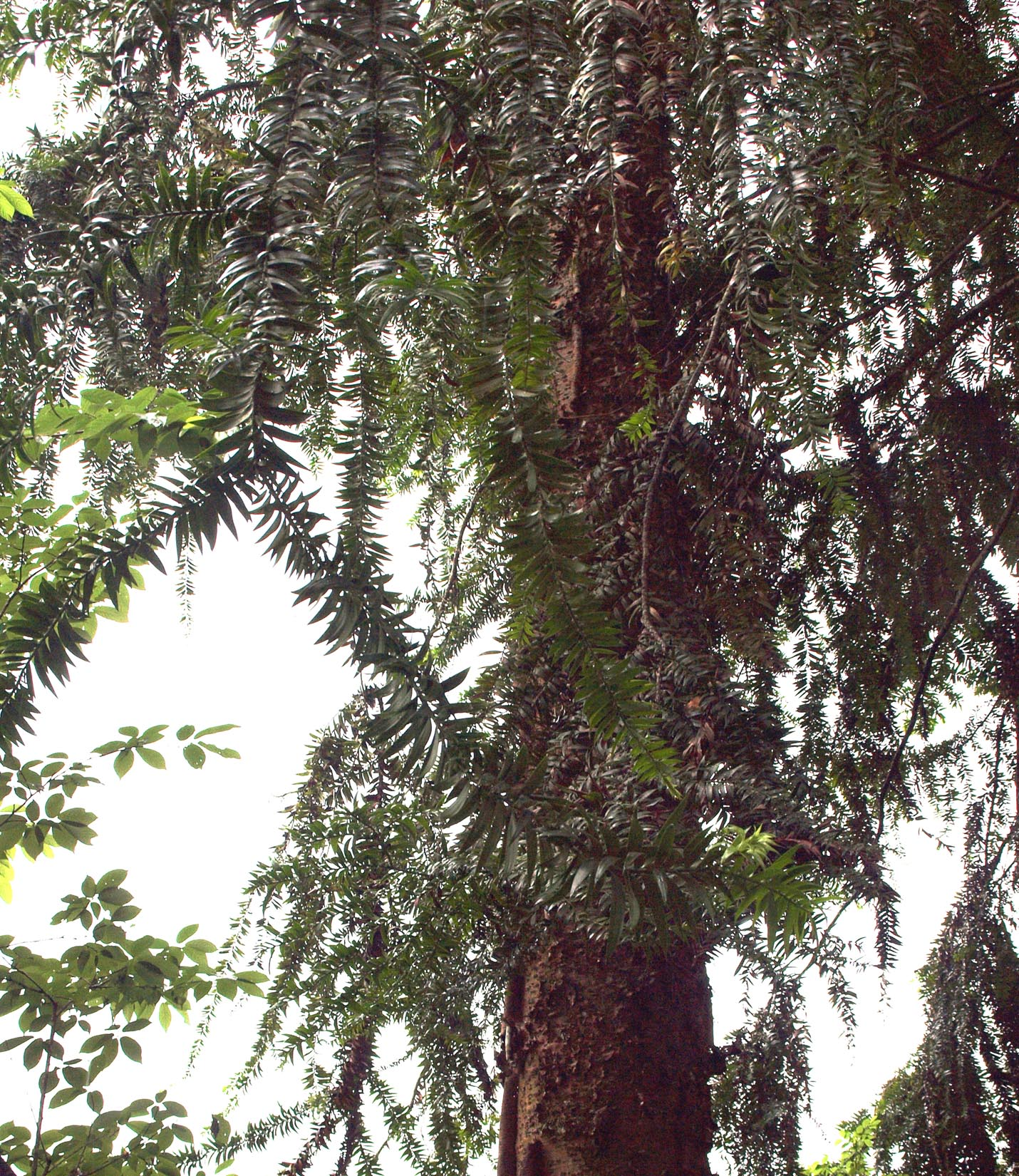